# 5461 Autumn
5461 Autumn eller 1983 HB1 är en asteroid i huvudbältet som upptäcktes den 18 april 1983 av den amerikanske astronomen Norman G. Thomas vid Anderson Mesa Station. Den är uppkallad efter upptäckarens barnbarn Autumn Dongxia Thomas.
Asteroiden har en diameter på ungefär 21 kilometer.